# Amphoe Nong Saeng (Saraburi)
Amphoe Nong Saeng (Thai: อำเภอ หนองแซง) ist ein Landkreis (Amphoe - Verwaltungs-Distrikt) in der Provinz Saraburi. Die Provinz Saraburi liegt in der Zentralregion von Thailand.

## Geographie
Benachbarte Bezirke (von Norden im Uhrzeigersinn):  Amphoe Sao Hai, Amphoe Mueang Saraburi und Amphoe Nong Khae der Provinz Saraburi sowie Amphoe Phachi und Amphoe Tha Ruea der Provinz Ayutthaya.

## Geschichte
Nong Saeng war ursprünglich ein „Zweigkreis“ (King Amphoe) des Amphoe Sao Hai. Er bekam jedoch den vollen Amphoe-Status im Jahr 1953.
Viele Einwohner von Nong Saeng sind von Vientiane eingewandert. Sie gründeten ihre neue Siedlung in der Nähe eines Sumpfgebiets (หนอง - Nong), in dem viele Saeng-Bäume wuchsen. Daher nannten sie ihr Dorf „Ban Nong Saeng“.

## Verwaltung

### Provinzverwaltung
Der Landkreis Nong Saeng ist in neun Tambon („Unterbezirke“ oder „Gemeinden“) eingeteilt, die sich weiter in 69 Muban („Dörfer“) unterteilen.
| Nr. | Name          | Thai       | Muban | Einw. |
| --- | ------------- | ---------- | ----- | ----- |
| 01. | Nong Saeng    | หนองแซง    | 08    | 2.067 |
| 02. | Nong Khwai So | หนองควายโซ | 09    | 2.348 |
| 03. | Nong Hua Pho  | หนองหัวโพ   | 07    | 1.702 |
| 04. | Nong Sida     | หนองสีดา    | 06    | 0985  |
| 05. | Nong Kop      | หนองกบ     | 07    | 1.629 |
| 06. | Kai Sao       | ไก่เส่า      | 10    | 2.395 |
| 07. | Khok Sa-at    | โคกสะอาด   | 07    | 2.029 |
| 08. | Muang Wan     | ม่วงหวาน    | 08    | 1.686 |
| 09. | Khao Din      | เขาดิน      | 07    | 0933  |

### Lokalverwaltung
Es gibt eine Kommune mit „Kleinstadt“-Status (Thesaban Tambon) im Landkreis:
- Nong Saeng (Thai: เทศบาลตำบลหนองแซง) bestehend aus dem kompletten Tambon Nong Saeng und den Teilen der Tambon Nong Khwai So, Kai Sao.

Außerdem gibt es fünf „Tambon-Verwaltungsorganisationen“ (องค์การบริหารส่วนตำบล – Tambon Administrative Organizations, TAO)
- Nong Hua Pho (Thai: องค์การบริหารส่วนตำบลหนองหัวโพ) bestehend aus den kompletten Tambon Nong Hua Pho, Nong Sida.
- Nong Kop (Thai: องค์การบริหารส่วนตำบลหนองกบ) bestehend aus dem kompletten Tambon Nong Kop und Teilen des Tambon Nong Khwai So.
- Kai Sao (Thai: องค์การบริหารส่วนตำบลไก่เส่า) bestehend aus Teilen des Tambon Kai Sao.
- Khok Sa-at (Thai: องค์การบริหารส่วนตำบลโคกสะอาด) bestehend aus dem kompletten Tambon Khok Sa-at.
- Muang Wan (Thai: องค์การบริหารส่วนตำบลม่วงหวาน) bestehend aus den kompletten Tambon Muang Wan, Khao Din.